# Werner Eisbrenner

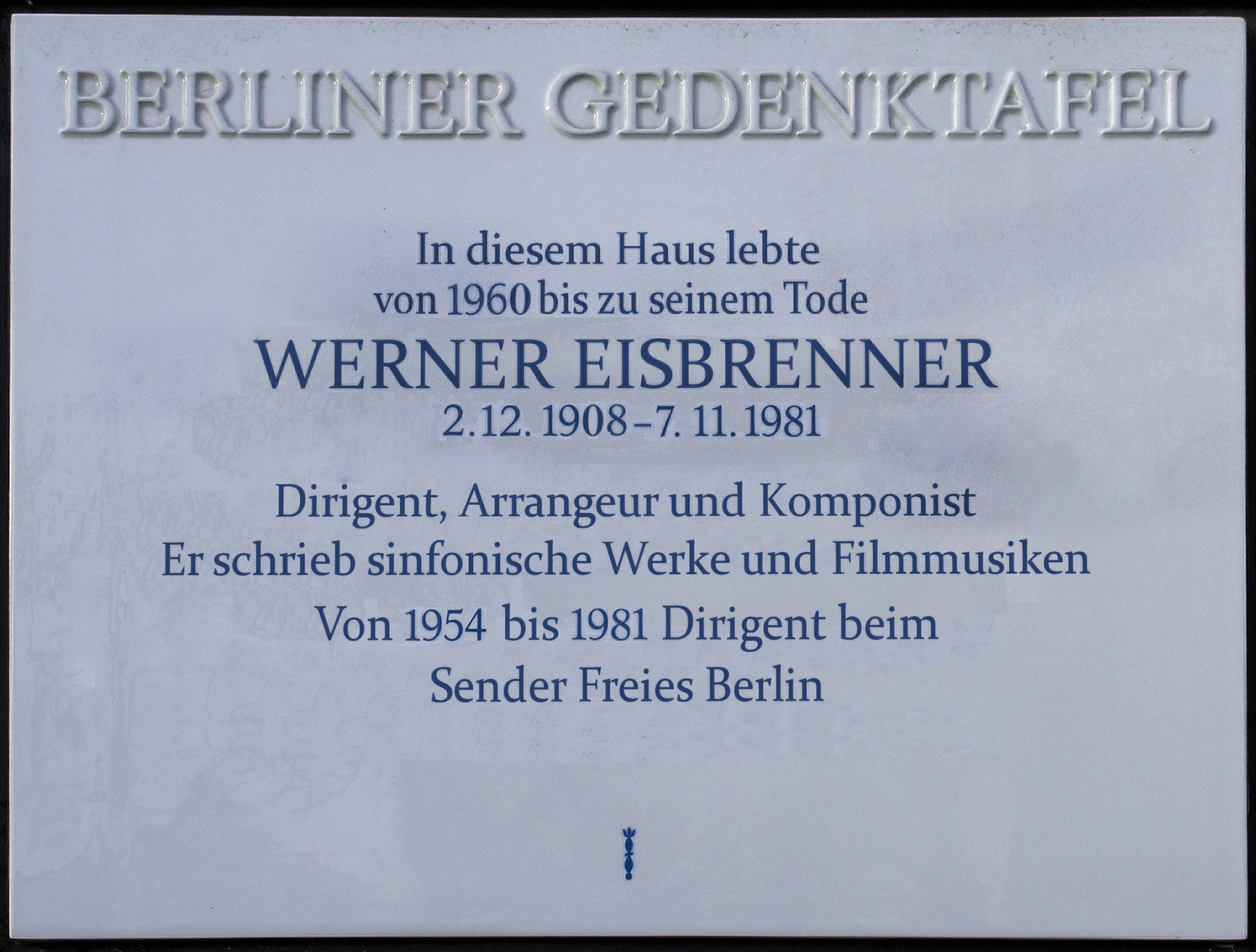
Berliner Gedenktafel am Haus Bismarckallee 32a, in Berlin-Grunewald

Werner Friedrich Emil Eisbrenner (* 2. Dezember 1908 in Berlin; † 7. November 1981 ebenda) war ein deutscher Komponist, der vor allem durch seine Filmmusiken bekannt geworden ist.

## Leben

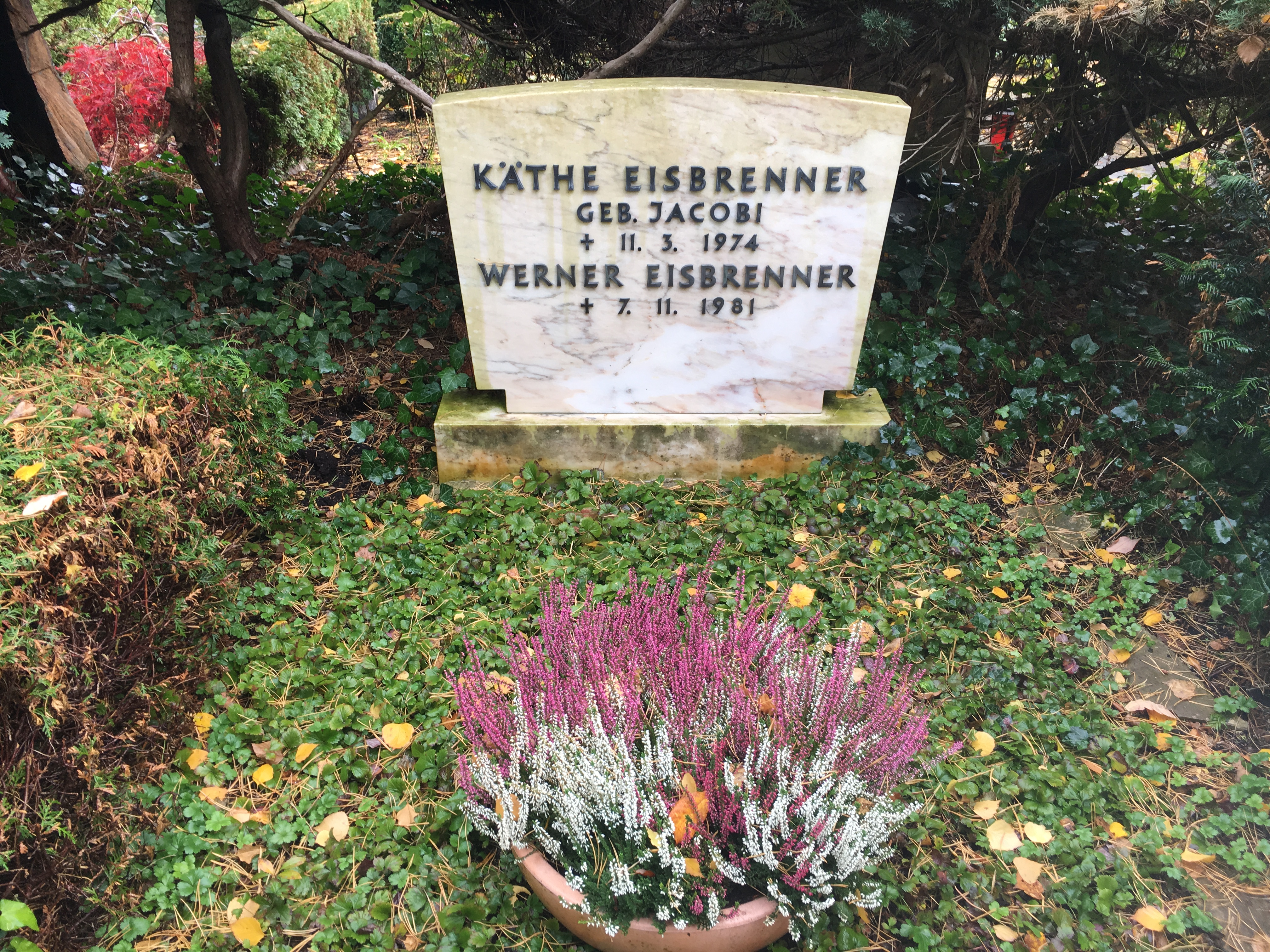
Grabstätte von Werner Eisbrenner

Eisbrenner studierte von 1927 bis 1929 an der Staatlichen Musikakademie in Berlin Kirchenmusik und Musikerziehung. Anschließend arbeitete er als Pianist, Arrangeur, Kapellmeister und Dirigent. Er komponierte Violinkonzerte und Orchestermusik sowie das musikalische Lustspiel Von Hand zu Hand.
Von Bedeutung wurde Eisbrenner vor allem als Filmkomponist. Am bekanntesten dürften seine Melodien zum Hans-Albers-Film Große Freiheit Nr. 7 sein. Eisbrenner arbeitete auch für den Hörfunk und für das Fernsehen. Ein privates Lehrinstitut für Kirchen- und Schulmusik stand unter seiner Leitung. Eisbrenner stand 1944 in der Gottbegnadeten-Liste des Reichsministeriums für Volksaufklärung und Propaganda.
1974 erhielt er das Filmband in Gold für langjähriges und hervorragendes Wirken im deutschen Film. Ihm zu Ehren wurde am 23. April 1998 an seiner ehemaligen Wohnung Bismarckallee 32a in Berlin eine Gedenktafel enthüllt.
Er ruht auf dem Waldfriedhof Dahlem (Abt. 20 D 18). Sein musikalischer Nachlass befindet sich im Deutschen Komponistenarchiv im Dresdner Europäischen Zentrum der Künste Hellerau.

## Filmmusiken
- 1934: Ritter wider Willen
- 1935: Der höhere Befehl
- 1936: Donogoo Tonka
- 1937: Olympiastadt Berlin
- 1937: Gewitterflug zu Claudia
- 1937: 2 × 2 im Himmelbett
- 1938: Frauen für Golden Hill
- 1938: Die Lokomotivenbraut
- 1938: Großalarm
- 1938: Karlsbader Reise
- 1938: Männer soll man nicht alleine lassen
- 1938: Mariquilla Terremoto
- 1938: Träume sind Schäume
- 1938: Pitty
- 1938: War es der im 3. Stock?
- 1939: Fräulein
- 1940: Zwischen Hamburg und Haiti
- 1940: Kriminalkommissar Eyck
- 1940: Wie konntest Du, Veronika!
- 1941: Oh, diese Männer
- 1941: Ich bin gleich wieder da
- 1942: Zwischen Himmel und Erde
- 1943: Sophienlund
- 1943: Titanic
- 1943: Die beiden Schwestern
- 1943: Die goldene Spinne
- 1943: Romanze in Moll
- 1944: Ich hab’ von dir geträumt
- 1944: Träumerei
- 1944: Große Freiheit Nr. 7
- 1944/48: Eine reizende Familie
- 1944/50: Mein Herz gehört Dir
- 1944/50: Vier Treppen rechts
- 1945: Shiva und die Galgenblume (unvollendet)
- 1945: Der stumme Gast
- 1945: Dr. phil. Döderlein
- 1946: Freies Land
- 1946: Sag’ die Wahrheit
- 1947: Zugvögel
- 1947: Razzia
- 1947: Zwischen gestern und morgen
- 1948: Menschen in Gottes Hand
- 1948: Wege im Zwielicht
- 1948: Die Söhne des Herrn Gaspary
- 1948: Berliner Ballade
- 1949: Diese Nacht vergess ich nie!
- 1949: Martina
- 1949: Das Fräulein und der Vagabund
- 1949: Der Bagnosträfling
- 1950: Dieser Mann gehört mir
- 1950: Der Fall Rabanser
- 1950: Herrliche Zeiten
- 1950: Der fallende Stern
- 1950: Melodie des Schicksals
- 1951: Blaubart
- 1952: Nachts auf den Straßen
- 1952: Herz der Welt
- 1952: Ich heiße Niki
- 1952: Im weißen Rößl
- 1953: Ein Herz spielt falsch
- 1953: Solange Du da bist
- 1953: Jonny rettet Nebrador
- 1954: Gefangene der Liebe
- 1954: Der letzte Sommer
- 1954: Eine Liebesgeschichte
- 1954: Geständnis unter vier Augen
- 1955: Die Ratten
- 1955: Der Cornet – Die Weise von Liebe und Tod
- 1955: Griff nach den Sternen
- 1955: Kinder, Mütter und ein General
- 1955: Der letzte Mann
- 1955: Die Frau des Botschafters
- 1956: Studentin Helene Willfüer
- 1956: Vor Sonnenuntergang
- 1956: Spion für Deutschland
- 1956: Mein Vater, der Schauspieler
- 1957: Banktresor 713
- 1957: Der gläserne Turm
- 1957: Herrscher ohne Krone
- 1958: … und nichts als die Wahrheit
- 1959: Kabale und Liebe
- 1959: Ich werde dich auf Händen tragen
- 1959: Kriegsgericht
- 1959: Buddenbrooks
- 1959: Abschied von den Wolken
- 1960: Die Botschafterin
- 1960: Der letzte Zeuge
- 1960: Sturm im Wasserglas
- 1961: Barbara
- 1963: Meine Frau Susanne
- 1965: Förster Horn
- 1966: Weiß gibt auf
- 1968: Die Klasse